# Thomas Smallwood
Thomas Max Smallwood (Roanne, 30 de marzo de 1995) es un baloncestista francés. Con 2,13 metros de estatura, juega en la posición de pívot en las filas del Club Bàsquet Prat de la Segunda FEB. 

## Trayectoria deportiva
Es un jugador formado en las categorías inferiores de la Ecole Saint John Perse en París hasta 2015, cuando se marcha a Estados Unidos para ingresar en la Universidad de Alabama en Birmingham, situada en Birmingham, en el estado de Alabama, donde jugaría la NCAA durante tres temporadas con los UAB Blazers, desde 2015 a 2018.
En la temporada 2018-19, ingresa en la Universidad de Tennessee en Chattanooga, situada en Chattanooga, Tennessee, para disputar la NCAA con los UTC Mocs.
Tras no ser drafteado en 2019, debuta como profesional en su país natal en las filas del ESSM Le Portel de la LNB Pro A. 
En agosto de 2020, Smallwood firmó un contrato de un año con Aris Leeuwarden de la Dutch Basketball League, pero solo jugó un partido con Aris antes de que se suspendiera la temporada debido a la pandemia de COVID-19. 
Más tarde, firmó con Tours Métropole Basket de la LNB Pro B, donde Smallwood promedió 6,3 puntos y 3,0 rebotes por partido. 
El 27 de agosto de 2021, fichó por el Hestia Menorca de la Liga LEB Plata.
El 19 de agosto de 2022, firma por el CB Prat de la Liga LEB Plata.
En la temporada 2023-24, firma por el Laguna Sharks Bucuresti de la Romanian Divizia A.
El 2 de julio de 2024, firma por el FC Cartagena Baloncesto de la Liga LEB Oro. El 26 de enero de 2025, rescinde su contrato con el conjunto cartagenero.
El 28 de enero de 2025, regresa a las filas del Club Bàsquet Prat de la Segunda FEB.